# Chimarra confusa
Chimarra confusa är en nattsländeart som beskrevs av Georg Ulmer 1907. Chimarra confusa ingår i släktet Chimarra och familjen stengömmenattsländor. Inga underarter finns listade i Catalogue of Life.